# Championnats de Belgique d'athlétisme 1989
Les Championnats de Belgique d'athlétisme 1989 toutes catégories ont eu lieu du 28 au 30 juillet 1989 à Heverlee.

## Résultats
| Hommes                  | Prestation     | Catégorie       | Femmes            | Prestation     |
| ----------------------- | -------------- | --------------- | ----------------- | -------------- |
| Patrick Stevens         | 10 s 69        | 100 m           | Ingrid Verbruggen | 11 s 77        |
| Patrick Stevens         | 21 s 33        | 200 m           | Ingrid Verbruggen | 23 s 67        |
| Vincent Rousseau        | 13 min 50 s 05 | 5 000 m         | -                 | -              |
| Jean-Pierre N'Dayisenga | 28 min 41 s 64 | 10 000 m        | Véronique Collard | 33 min 00 s 82 |
| Jos Maes                | 8 min 42 s 67  | 3 000 m steeple | -                 | -              |
| Gerolf De Backer        | 2,14 m         | Saut en hauteur | Sabine De Wachter | 1,78 m         |

## Sources
- Ligue belge francophone d'athlétisme